# کارخانه زنبور
کارخانه زنبور (به انگلیسی: The Wasp Factory) نام اولین رمان نویسندهٔ اسکاتلندی یان بنکس است که در سال ۱۹۸۴ منتشر شد. قبل از انتشار کارخانه زنبور، بنکس چندین رمان علمی تخیلی نوشته بود که برای انتشار پذیرفته نشده بودند. اما با موفقیت کتاب کارخانه زنبور، بنکس تصمیم گرفت به عنوان یک نویسندهٔ تمام وقت فعالیت کند.
این کتاب فروش خوبی داشت، اما به دلیل نمایش وحشتناک خشونت، نقدهای متفاوتی از سوی منتقدان دریافت کرد. برخی آن را اثری خوب دانستند ولی برخی از آن به عنوان یک «اثر فاسد» یاد کردند.
این کتاب در ایران توسط علی طباخیان به فارسی ترجمه شده است.

## خلاصه رمان
داستان از منظر اول شخص روایت می‌شود. فرانسیس ("فرانک") ۱۶ ساله در این کتاب از دوران کودکی خود و آنچه در حال حاضر برای او اتفاق می‌افتد صحبت می‌کند. فرانک شخصیتی است خرافی که برای خود آداب و رسوم عجیبی انتخاب کرده و همان اول کتاب مشخص می‌کند که تا قبل از رسیدن به ده سالگی سه نفر را کشته‌ است…